# Fredrik Gärdeman
Fredrik Gärdeman (23 maggio 1968) è un ex calciatore svedese, di ruolo attaccante.

## Carriera
Cominciò la carriera con la maglia del Linköping, per poi passare allo Åtvidaberg. Nel 1993 fu ingaggiato dai norvegesi dello Stabæk, club militante nelle serie inferiori. Due anni più tardi, però, la squadra raggiunse la promozione nella Tippeligaen e lo svedese poté esordire nella massima divisione il 22 aprile 1995, nella sconfitta per 0-2 contro il Vålerenga.
Nel 1997 passò proprio al Vålerenga, all'epoca militante nella 1. divisjon. Debuttò in squadra il 20 aprile, nel pareggio per 0-0 contro il Sarpsborg. Contribuì alla promozione del club e alla vittoria nella Coppa di Norvegia 1997.
L'anno seguente si trasferì allo Skeid, per poi tornare allo Åtvidaberg. Nel 2001 si accordò con il Kalmar, club in cui chiuse la carriera nel 2002.